# يوليوس برينك
يوليوس برينك (بالألمانية: Julius Brink)‏ (6 يوليو 1982 في ألمانيا - ) هو لاعب كرة طائرة شاطئية ولاعب كرة طائرة ألمانيا. شارك في الألعاب الأولمبية الصيفية 2012 والألعاب الأولمبية الصيفية 2008.

## وصلات خارجية
- يوليوس برينك على موقع الاتحاد الدولي beach volleyball database (الإنجليزية)
- يوليوس برينك على موقع قاعدة بيانات الكرة الطائرة الشاطئية (الإنجليزية)
- يوليوس برينك على موقع أوليمبيديا (الإنجليزية)
- يوليوس برينك على موقع اللجنة الأولمبية الألمانية (الألمانية)